# Regierung Juncker-Polfer
Die Regierung Juncker-Polfer, alternativ auch Regierung Juncker II, wurde am 7. August 1999 vereidigt. Die Regierung stützte sich unter der Führung von Jean-Claude Juncker auf eine große Koalition aus Christlich Sozialer Volkspartei (CSV) und der liberalen Demokratischen Partei (DP). Die LSAP war somit nicht mehr in der Regierung vertreten. Die Regierung Juncker II war bis zum 31. Juli 2004 im Amt.

## Zusammensetzung des Kabinetts
| Name                    | Amt | Partei |
| ----------------------- | --- | ------ |
| Jean-Claude Juncker     | Premierminister Staatsminister Finanzminister                                                                                          | CSV    |
| Lydie Polfer            | Ministerin für Äußeres und Außenhandel Ministerin für den Öffentlichen Dienst und administrative Reform Vizepremierminister            | DP     |
| Fernand Boden           | Minister für Landwirtschaft, Weinbau und ländliche Entwicklung Minister für den Mittelstand, Tourismus und Wohnungsbau                 | CSV    |
| Marie-Josée Jacobs      | Ministerin für Familie, soziale Solidarität und Jugend Ministerin für die Förderung von Frauen                                         | CSV    |
| Erna Hennicot-Schoepges | Ministerin für Kultur, Hochschulbildung und Forschung Ministerin für Öffentliche Bauten                                                | CSV    |
| Michel Wolter           | Innenminister | CSV    |
| Luc Frieden             | Justizminister Schatz- und Budgetminister                                                                                              | CSV    |
| Anne Brasseur           | Ministerin für Bildung, berufliche Ausbildung und Sport                                                                                | DP     |
| Henri Grethen           | Wirtschaftsminister Transportminister                                                                                                  | DP     |
| Charles Goerens         | Minister für Kooperation, humanitäre Aktion und Verteidigung Umweltminister                                                            | DP     |
| Carlo Wagner            | Minister für Gesundheit und soziale Sicherheit                                                                                         | DP     |
| François Biltgen        | Minister für Arbeit und Beschäftigung Kultusminister Minister für die Beziehungen zum Parlament Delegierter Minister für Kommunikation | CSV    |
| Name                    | Amt | Partei |
| Joseph Schaack          | Staatssekretär für den öffentlichen Dienst und administrative Reform                                                                   | DP     |
| Eugène Berger           | Staatssekretär für Umwelt | DP     |